# Stéphane Jobard
Stéphane Jobard (Langres, Alto Marne, Francia; 21 de febrero de 1971) es un exfutbolista y entrenador francés. Actualmente es el colaborador técnico de Rudi García en el Napoli italiano.
Pasó gran parte de su carrera en el Dijon, donde tras su retiro en 2006 trabajó como entrenador en el club, tanto en las inferiores, el segundo equipo y como segundo entrenador. Luego de ser desvinculado del club en 2018 por robo, trabajó en el Marsella como segundo entrenador.
Regresó a Dijon en junio de 2019 como primer entrenador. El 1 de noviembre su equipo derrotó por 2-1 al PSG y Jobard se refirió a la hazaña como "Una página hermosa en la historia del club".

## Clubes

### Como jugador
| Club         | País    | Año       |
| ------------ | ------- | --------- |
| Cercle Dijon | Francia | 1992-1998 |
| Dijon        | Francia | 1998-2006 |

### Como entrenador
| Club    | País    | Año       |
| ------- | ------- | --------- |
| Dijon B | Francia | 2010-2012 |
| Dijon   | Francia | 2019-2020 |